# Голубицьке сільське поселення
Голуби́цьке сільське́ посе́лення (рос. Голубицкое сельское поселение) — муніципальне утворення у складі Темрюцького району Краснодарського краю, Російська Федерація. Адміністративний центр — станиця Голубицька.

## Географічне положення

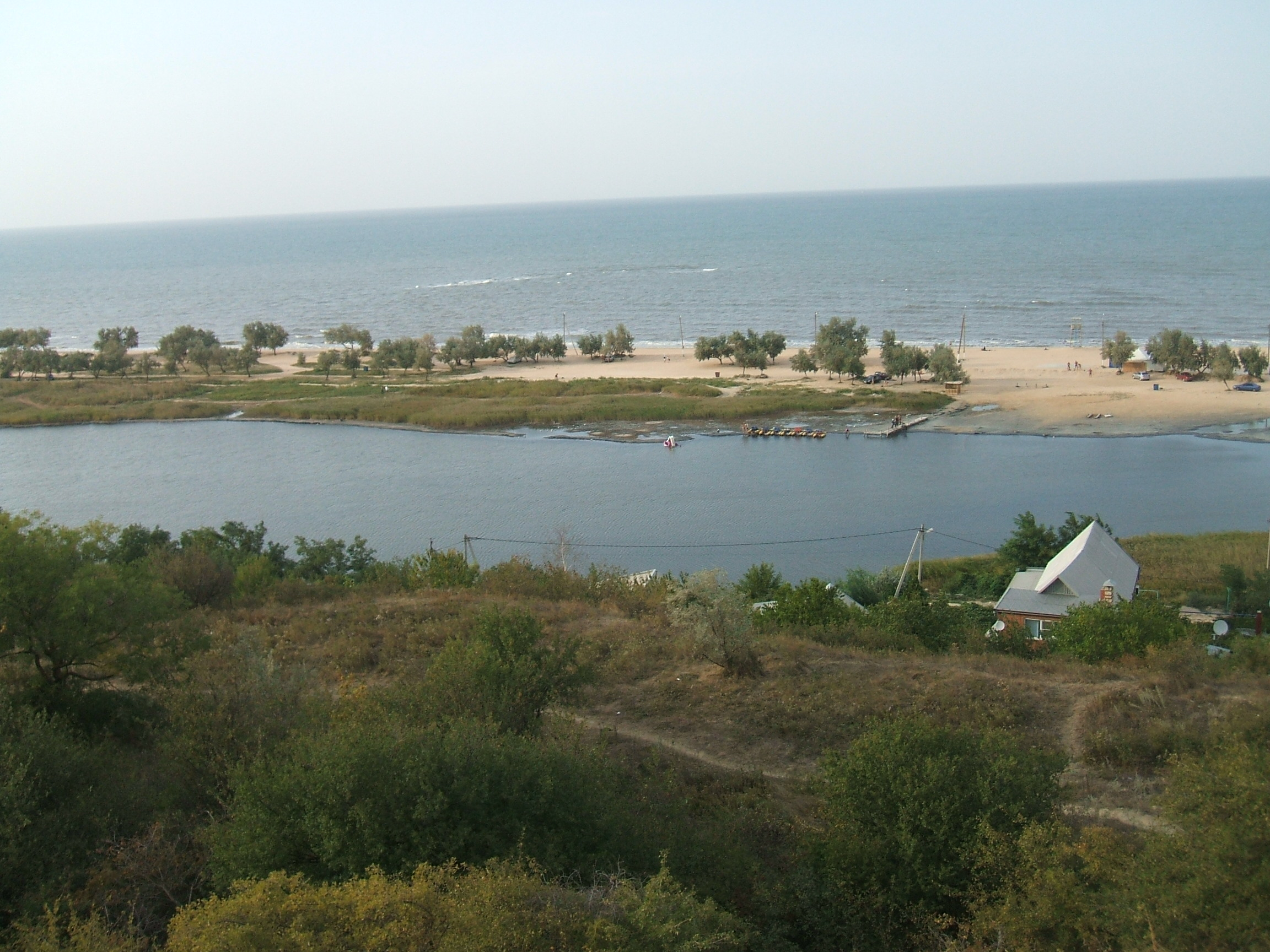
Голубицьке озеро

Сільське поселення розташоване на сході, в основі Таманського півострова, на своєрідному перешийку. На півдні має вихід до Ахтанізовського лиману, на півночі — до Темрюцької затоки Азовського моря. На сході межує із Темрюцьким міським поселенням, на заході — із Ахтанізовським сільським поселенням.

## Населення
Населення — 5083 особи (2010).

## Господарство

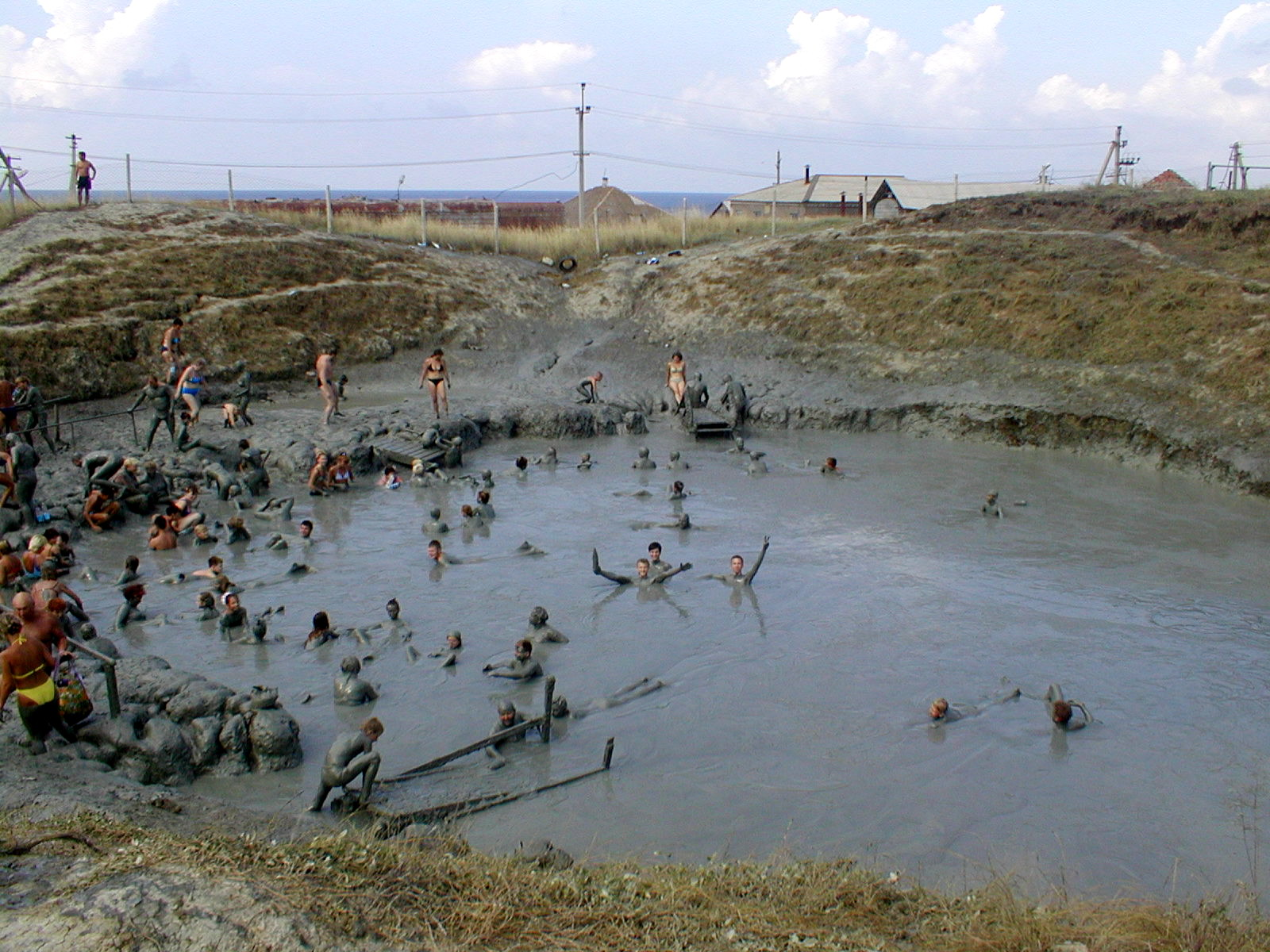
Грязьовий вулкан

У поселенні розвинене рибальство та рибництво, тут збудовано декілька риборозвідних комплексів. Голубицька відома своїми морськими пляжами, тому є значним туристичним центром. Окрім того на території поселення присутні грязьовий вулкан та грязьове озеро, які використовуються для оздоровлення завдяки своїм лікувальним властивостям.
Через територію поселення проходить автодорога Темрюк — Фонталовська. На західній околиці станиці збудований маяк для безпечного проходження морських суден до морського порту Темрюка.